# Doris Gubbins
Doris Gubbins - verheiratete Evans († 1961) war eine Tischtennisspielerin aus Wales, die an fünf Weltmeisterschaften teilnahm und zwei Silber- sowie eine Bronzemedaille gewann.

## Werdegang
Doris Gubbins stammt aus Bridgend, später lebte sie in Kent. 1926/27 siegte sie bei den English Open im Einzel und im Doppel mit Joan Ingram, drei Jahre später gewann sie den Einzelwettbewerb.
Bei der WM 1926 in London erreichte sie im Einzel nach Siegen über G. Gleeson (England), Kathleen M. Berry (England) und Anastasia Flußmann (Österreich) das Endspiel, das sie gegen die Ungarin Mária Mednyánszky verlor; ein Fehlaufschlag von Doris Gubbins entschied das Spiel.
Zwei Jahre später wurde sie bei der WM in Stockholm Dritte im Einzel. Sie besiegte Lisa Akerstrom (Schweden), Ellen Stridh (Schweden) und scheiterte im Halbfinale an Erika Metzger (Deutschland). Im Doppel mit der Engländerin Brenda Sommerville gewann sie Silber. Sie warfen Erika Metzger/Ruth Andresen (Deutschland/Norwegen) aus dem Wettbewerb, kamen kampflos im Halbfinale weiter und unterlagen dann im Endspiel Fanchette Flamm/Mária Mednyánszky (Österreich/Ungarn).
Bei den weiteren WM-Teilnahmen 1935, 1938 und 1948 holte sie keine Medaille. 1938 wurde sie mit der Mannschaft Vierter.

## Turnierergebnisse
| Verband | Veranstaltung     | Jahr | Ort       | Land | Einzel     | Doppel    | Mixed        | Team |
| ------- | ----------------- | ---- | --------- | ---- | ---------- | --------- | ------------ | ---- |
| WAL     | Weltmeisterschaft | 1948 | Wembley   | ENG  | letzte 64  | letzte 32 | letzte 64    |      |
| WAL     | Weltmeisterschaft | 1938 | Wembley   | ENG  | letzte 16  | letzte 16 | keine Teiln. | 4    |
| WAL     | Weltmeisterschaft | 1935 | Wembley   | ENG  | letzte 32  | letzte 16 | keine Teiln. |      |
| WAL     | Weltmeisterschaft | 1928 | Stockholm | SWE  | Halbfinale | Silber    | Scratched    |      |
| WAL     | Weltmeisterschaft | 1926 | London    | ENG  | Silber     |           | letzte 16    |      |